# Kampič
Kampič je priimek v Sloveniji, ki ga je po podatkih Statističnega urada Republike Slovenije na dan 1. januarja 2010 uporabljalo 19 oseb.

## Znani nosilci priimka
- Jože Kampič (1930 - 2001), harmonikar
- Janez Kampič, udeleženec Zbora odposlancev slovenskega naroda v Kočevju
- Matjaž Kampič, glasbenik (klarinet, saksofon)